# Велетень заплави
Велетень заплави — ботанічна пам'ятка природи місцевого значення в Деснянському районі міста Київ.

## Опис
"Велетень заплави" — це Верба біла (Salix alba), що має значний вік. На висоті 1,3 м дерево має обхват 3 м, а його висота становить близько 20 м.  
Розташоване дерево на вулиці Оноре де Бальзака, на території природного комплексу, який має високу екологічну цінність.  

## Природоохоронний статус
Ботанічна пам’ятка природи місцевого значення «Велетень заплави» оголошена рішенням Київради від 17 липня 2008 року №19/19.  
Землекористувачем є КП УЗН Деснянського району, фактичної площі об’єкт не має.

## Галерея

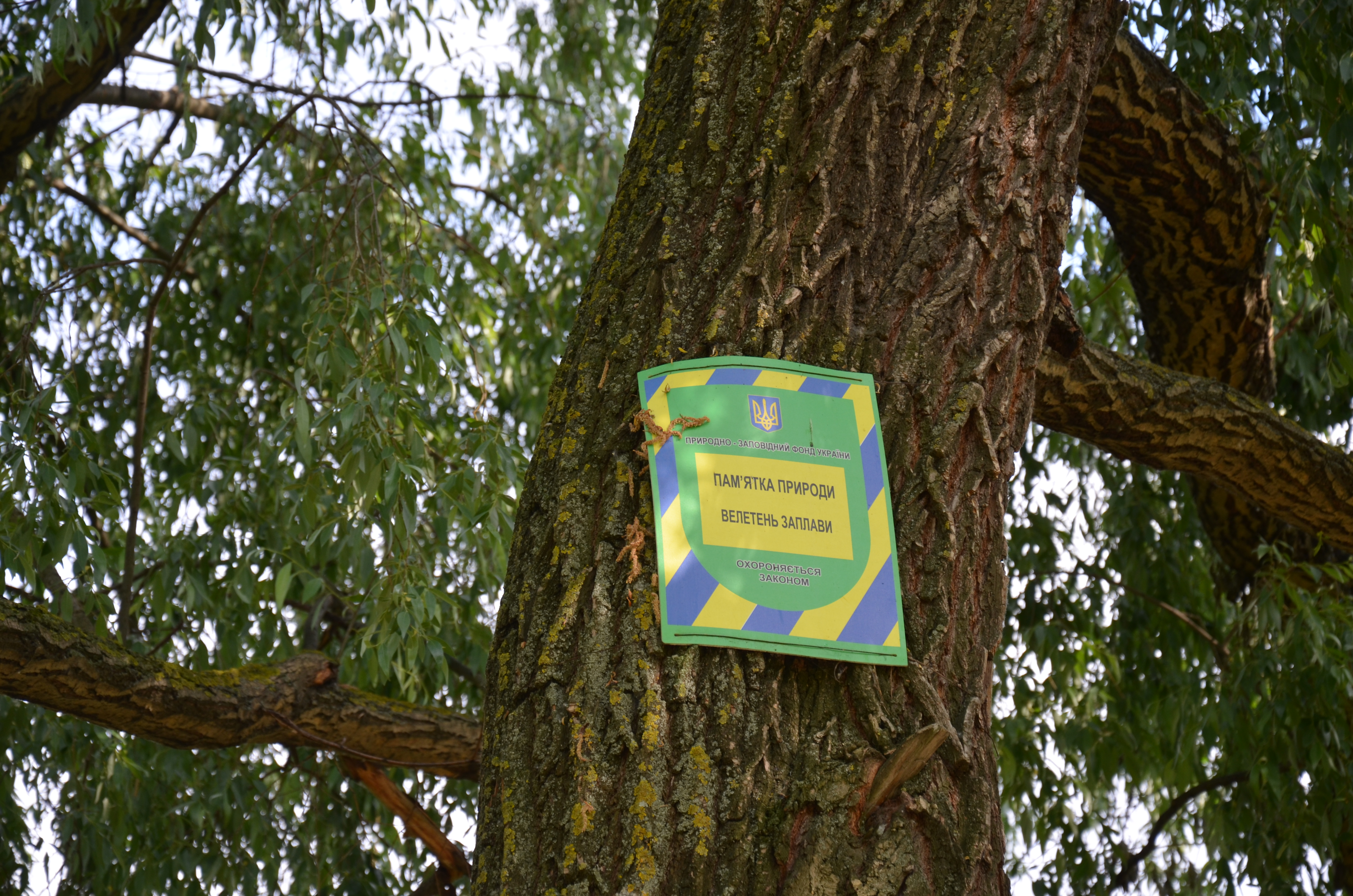
табчика про природоохоронний статус верба білої «Велетень заплави»